# أوتش قبرلر
أوتش قبرلر هي قرية في مقاطعة أرومية، إيران. في تعداد عام 2006، لوحظ وجودها، ولكن لم يتم الإبلاغ عن سكانها.